# Villanueva del Río y Minas
Villanueva del Río y Minas és un municipi de la província de Sevilla, Andalusia, Espanya. El 2007 tenia 5.229 habitants. La seva extensió superficial és de 154 km² i té una densitat de 34,0 hab/km². És una localitat peculiar formada per diversos nuclis poblacionals amalgamats amb el temps, destacant: Villanueva del Río (poble matriu de l'actual municipi), La Mina, assentament sorgit a mitjans del segle xix entorn una important conca hullera i l'enclavament de "El Carbonal", construït per a la plantilla d'una important fàbrica de ciments. També se li ha conegut com a Villanueva de las Minas o Minas la Reunión. El poble matriu era Villanueva del Río, pertanyent a la casa d'Alba, però la massiva explotació de les mines de carbó a partir del segle xix, va fer que l'activitat passés al nou llogaret, que finalment es va fer una sola.

## Monuments d'interès
- A uns 7 km del poble, en plena Sierra Nord de Sevilla, es troben les ruïnes del municipium Flavium Muniguense (Munigua), destacant pel seu important conjunt de temples d'època imperial, dels més grans de la Bètica.
- El Conjunt Històric Minas de la Reunión
- L'Església de Santiago el Major (segle xv), amb un important enteixinat mudèjar original
- L'Església de San Fernando (neogòtica del segle xx)
- El Teatre Cinema San Fernando (1933)
- Les ruïnes del palau dels Marquesos de Villanueva (incendiat el segle xviii, no ha estat tocat des de llavors).

## Demografia
A l'origen, els habitants d'aquesta localitat van ser treballadors emigrats d'altres zones rurals, sobretot d'Andalusia Oriental, i també francesos i alemanys, que eren els encarregats de l'organització a l'empresa de mines. Després del tancament de les mines el 1972, moltes persones es van veure obligades a emigrar a Catalunya, amb el que el cens des de llavors ha sofert alts i baixos. Nombre d'habitants en els últims deu anys.
| 1996  | 1998  | 1999  | 2000  | 2001  | 2002  | 2003  | 2004  | 2005  | 2007  |
| ----- | ----- | ----- | ----- | ----- | ----- | ----- | ----- | ----- | ----- |
| 5.953 | 5.549 | 5.549 | 5.467 | 5.364 | 5.302 | 5.264 | 5.236 | 5.237 | 5.229 |

## Administració
| Període      | Nom de l'alcalde/-essa                                                   | Partit polític | Data de possessió |
| ------------ | ------------------------------------------------------------------------ | -------------- | ----------------- |
| 1979 - 1983  | José Rodríguez Dieguez (1979) i Raimundo Gámez Herrera                   | PSOE           | 19/04/1979        |
| 1983 - 1987  | Raimundo Gámez Herrera                                                   | PSOE           | 28/05/1983        |
| 1987 - 1991  | Raimundo Gámez Herrera i Víctor Mora Fernández (1987)                    | PSOE           | 30/06/1987        |
| 1991 - 1995  | Víctor Mora Fernández                                                    | PSOE           | 15/06/1991        |
| 1995 - 1999  | Mahmoud Hassan Al-Omari Rusan                                            | AIM            | 17/06/1995        |
| 1999 - 2003  | Rafael Bonillo Pérez                                                     | PSOE           | 03/07/1999        |
| 2003 - 2007  | María José Cervantes Medina                                              | PSOE           | 14/06/2003        |
| 2007 - 2011  | María José Cervantes Medina                                              | PSOE           | 16/06/2007        |
| 2011 - 2015  | Francisco Barrera Delgado                                                | UM             | 11/06/2011        |
| 2015 - 2019  | Maria Josefa Ferre Córdoba (2015) i Miguel Ángel Barrios González (2017) | UM-PSOE        | 13/06/2015        |
| 2019 - 2023  | Miguel Ángel Barrios González                                            | PSOE           | 15/06/2019        |
| Des del 2023 | n/d                                                                      | n/d            | 17/06/2023        |